# Laorent Shabani
Laorent Shabani, född 19 augusti 1999 i Malmö, är en svensk fotbollsspelare som spelar för Varbergs BoIS på lån från IFK Norrköping. Hans farbror, Ylli Shabani, är en före detta fotbollsspelare.

## Karriär
Shabani började spela fotboll som femåring i Malmö FF 2005. I september 2017 skrev Shabani på ett lärlingskontrakt med A-laget. Han debuterade i en träningsmatch för A-laget under försäsongen 2018.
Den 6 mars 2020 värvades Shabani av IK Sirius, där han skrev på ett tvåårskontrakt. Shabani gjorde allsvensk debut den 14 juni 2020 i en 0–2-förlust mot Djurgårdens IF, där han blev inbytt i den 74:e minuten mot Stefano Vecchia. I november 2020 förlängde Shabani sitt kontrakt i IK Sirius fram över säsongen 2022.
Efter två och en halv säsong i Sirius värvades Shabani 11 juli 2022 till IFK Norrköping.